# Liste der Kreisstraßen im Hochtaunuskreis
Die Liste der Kreisstraßen im Hochtaunuskreis ist eine Auflistung der Kreisstraßen im hessischen Hochtaunuskreis.

## Abkürzungen
- K: Kreisstraße
- L: Landesstraße

## Liste
Die Kreisstraßen behalten die ihnen zugewiesene Nummer innerhalb des Regierungsbezirks Darmstadt in der Regel auch bei einem Wechsel in einen anderen Landkreis oder in eine kreisfreie Stadt. Nicht vorhandene bzw. nicht nachgewiesene Kreisstraßen werden in Kursivdruck gekennzeichnet, ebenso Straßen und Straßenabschnitte, die unabhängig vom Grund (Herabstufung zu einer Gemeindestraße oder Höherstufung) keine Kreisstraßen mehr sind. 
Der Straßenverlauf wird in der Regel von Nord nach Süd und von West nach Ost angegeben.
| Nr.   | Verlauf                                                                                          |
| ----- | ------------------------------------------------------------------------------------------------ |
| K 367 | (K 367 im Lahn-Dill-Kreis) – Kreisgrenze – in Grävenwiesbach                                     |
| K 723 | L 3025 in Brombach – K 740 – K 743 – Rod am Berg – Hausen-Arnsbach – K 738 – L 3270              |
| K 724 | (K 15 im Wetteraukreis) – Kreisgrenze – Wernborn – K 727 –                                       |
| K 725 | K 728 in Wehrheim – /L 3041                                                                      |
| K 726 | in Usingen – K 728 in Pfaffenwiesbach                                                            |
| K 727 | – Eschbach – L 3270 – K 724 in Wernborn                                                          |
| K 728 | – K 729 – Kransberg – Pfaffenwiesbach – K 726 – Wehrheim – K 725 – – Heisterbachquelle           |
| K 729 | K 728 – Friedrichsthal                                                                           |
| K 730 | K 725 in Wehrheim – L 3041 – Obernhain                                                           |
| K 738 | L 3025 – K 723 in Hausen-Arnsbach                                                                |
| K 739 | L 3025 in Emmershausen – Gemünden (Taunus) – K 756 – Niederlauken – L 3457 – L 3063 – in Usingen |
| K 740 | in Merzhausen – Hunoldstal – K 743 – K 723 in Brombach                                           |
| K 741 | L 3457 in Oberlauken – K 753 – in Merzhausen                                                     |
| K 742 | Treisberg – L 3025                                                                               |
| K 743 | L 3025 in Hunoldstal – K 740 – K 723                                                             |
| K 750 | K 751 – Mauloff – Finsternthal –                                                                 |
| K 751 | – K 750                                                                                          |
| K 753 | L 3457 in Altweilnau – K 741                                                                     |
| K 754 | L 3025 in Niederrod – Cratzenbach                                                                |
| K 756 | K 739 in Gemünden (Taunus) – L 3457 in Laubach                                                   |
| K 759 | L 3375 in Mönstadt – Naunstadt – L 3457 – Hundstadt – K 760 – K 761 –                            |
| K 760 | – K 759 in Hundstadt                                                                             |
| K 761 | K 759 in Hundstadt – L 3063                                                                      |
| K 765 | (K 7 im Wetteraukreis) – Kreisgrenze – Burgholzhausen vor der Höhe – L 3415 – L 3057 in Seulberg |
| K 766 | L 3057 in Seulberg – L 3057 in Steinmühle                                                        |
| K 768 | L 3015 in Oberhöchstadt – L 3367 in Steinbach (Taunus)                                           |
| K 769 | K 770 in Schönberg – L 3015 in Oberhöchstadt                                                     |
| K 770 | L 3005 – K 769 in Schönberg                                                                      |
| K 772 | – Oberursel – L 3004 – L 3006                                                                    |
| K 871 | Ober-Erlenbach – L 3205 – Kreisgrenze – (K 871 in Frankfurt am Main)                             |
| K 988 | Friedrichsdorf – L 3057/L 3415 (2022 zur Gemeindestraße abgestuft)                               |

## Nummerierung der Kreisstraßen im Regierungsbezirk Darmstadt
Die Kreisstraßen im Regierungsbezirk Darmstadt wurden ursprünglich nach einem bestimmten Nummernplan durchnummeriert. Hierbei wählte man für den Kreis Bergstraße die niedrigsten und für den Main-Kinzig-Kreis die höchsten Kreisstraßennummern.
Die Nummerierung erfolgte in der Regel in folgender Reihenfolge:
Kreis Bergstraße, Odenwaldkreis, Kreis Groß-Gerau, kreisfreie Stadt Darmstadt, Landkreis Offenbach, kreisfreie Stadt Offenbach am Main, Wetteraukreis, Rheingau-Taunus-Kreis, Hochtaunuskreis, kreisfreie Stadt Wiesbaden, Main-Taunus-Kreis, kreisfreie Stadt Frankfurt am Main und schließlich Main-Kinzig-Kreis.
Auch die Nummerierungen der Kreisstraßen im Lahn-Dill-Kreis und im Landkreis Limburg-Weilburg, die seit dem 1. Januar 1981 zum Regierungsbezirk Gießen gehören, folgen großenteils noch diesem Nummernplan.